# Dunlop Sport
Dunlop Sport è un'azienda britannica produttrice di attrezzature sportive fondata nel 1910, specializzata in racchette e sport acquatici, in particolare tennis, nuoto, squash, padel e badminton. 
I prodotti Dunlop Sport includono racchette, corde, palline, volani e borse. In passato, Dunlop produceva anche attrezzature da golf.
La linea di abbigliamento sportivo comprende t-shirt, pantaloncini, gonne, giacche, pantaloni, calzini, cappellini, scarpe da ginnastica e polsini.
Dunlop Sport è gestita da SRI Sports, una sussidiaria del conglomerato giapponese Sumitomo Rubber Industries, che ha acquisito il marchio nel 2017.